# Polisportiva Calcio Ternana 1990-1991
Questa pagina raccoglie le informazioni riguardanti la Polisportiva Calcio Ternana nelle competizioni ufficiali della stagione 1990-1991.

## Stagione
Nella stagione 1990-1991 la Ternana disputa il girone B del campionato di Serie C1, raccoglie 36 punti ottenendo il settimo posto finale. Per la terza stagione di fila viene affidata al tecnico Claudio Tobia ma dopo solo otto giornate con la squadra rossoverde con 9 punti posta a metà classifica, è giunto un burrascoso tracollo esterno (5-0), subito a Nola l'11 novembre. La società rossoverde ha deciso di cambiare l'allenatore affidando la squadra ad Angelo Orazi e messo fuori rosa due titolari di peso come Paolo Doto ed Arcangelo Sciannimanico, che in seguito si sono svincolati. Questa piccola rivoluzione non ha prodotto il cambio di passo sperato, se non le tre vittorie iniziali dopo il cambio di rotta, in quanto la squadra ha raccolto 18 punti tanto nel girone di andata che nel girone di ritorno, sempre lontana da Casertana e Palermo, che sono salite in Serie B. Il miglior marcatore stagionale è stato Vittorio Cozzella autore di 9 reti, delle quali 2 segnate in Coppa Italia e 7 in campionato. Nella Coppa Italia la Ternana ha disputato, prima del campionato, il girone H vinto dal Perugia, che ha così ottenuto il passaggio ai sedicesimi di finale, la Ternana vi ha raccolto 2 vittorie, 2 pareggi e 2 sconfitte.

## Rosa
| N. |                   | Ruolo | Calciatore              |
| -- | ----------------- | ----- | ----------------------- |
| -  | Italia (bandiera) | D     | Simone Altobelli        |
| -  | Italia (bandiera) | A     | Massimiliano Battigello |
| -  | Italia (bandiera) | C     | Luciano Benetti         |
| -  | Italia (bandiera) | C     | Roberto Borrello        |
| -  | Italia (bandiera) | D     | Carlo Caramelli         |
| -  | Italia (bandiera) | D     | Fabio Cardaio           |
| -  | Italia (bandiera) | A     | Nicola Chiarella        |
| -  | Italia (bandiera) | P     | Cesare Cipelli          |
| -  | Italia (bandiera) | P     | Stefano Ciucci          |
| -  | Italia (bandiera) | A     | Vittorio Cozzella       |
| -  | Italia (bandiera) | C     | Roberto D'Ermilio       |

| N. |                   | Ruolo | Calciatore              |
| -- | ----------------- | ----- | ----------------------- |
| -  | Italia (bandiera) | D     | Angelo Deruggiero       |
| -  | Italia (bandiera) | A     | Paolo Doto              |
| -  | Italia (bandiera) | C     | Giulio Forte            |
| -  | Italia (bandiera) | D     | Silvio Gori             |
| -  | Italia (bandiera) | D     | Bruno Incarbona         |
| -  | Italia (bandiera) | D     | Giuseppe Luceri         |
| -  | Italia (bandiera) | D     | Andrea Maccari          |
| -  | Italia (bandiera) | A     | Stefano Papa            |
| -  | Italia (bandiera) | D     | Paolo Pochesci          |
| -  | Italia (bandiera) | A     | Elia Roselli            |
| -  | Italia (bandiera) | C     | Arcangelo Sciannimanico |

## Risultati

### Campionato

#### Girone di andata
| Battipaglia 16 settembre 1990 1ª giornata | Battipagliese                          | 0 – 0 | Ternana | Stadio Luigi Pastena\| Arbitro: \| Pellegrino (Barcellona Pozzo di Gotto) \| |
| Arbitro:                                  | Pellegrino (Barcellona Pozzo di Gotto) |       |         |                                                                              |

| Arbitro: | Griffo (Palermo) |

|               |           |  |
| Caramelli 13’ | Marcatori |  |

| Arbitro: | Curotti (Piacenza) |

|            |           |                   |
| Borghi 31’ | Marcatori | 10’ Sciannimanico |

| Arbitro: | Rausa (Cosenza) |

|              |           |                         |
| Caramelli 6’ | Marcatori | 9’ Salvadori 21’ Pelosi |

| Arbitro: | Salerno (Acireale) |

|                 |           |               |
| A. Briaschi 64’ | Marcatori | 54’ Caramelli |

| Arbitro: | Rodomonti (Teramo) |

|                       |           |            |
| Pochesci 15’ Doto 25’ | Marcatori | 14’ Auteri |

| Arbitro: | Introvigne (Conegliano) |

|                                          |           |  |
| Incarbona 31’ Borrello 52’ Chiarella 82’ | Marcatori |  |

| Arbitro: | Cavanna (Roma) |

|                                                 |           |  |
| Donnarumma 27’, 42’, 45’ (rig.), 72’ Troise 52’ | Marcatori |  |

| Arbitro: | Franceschini (Bari) |

|                                     |           |  |
| Chiarella 38’ (rig.) Battigello 85’ | Marcatori |  |

| Arbitro: | Scarfò (Reggio Calabria) |

|                       |           |                       |
| Deruggiero 75’ (aut.) | Marcatori | 10’ Borrello 73’ Papa |

| Arbitro: | Braschi (Prato) |

|                |           |  |
| Deruggiero 32’ | Marcatori |  |

| Arbitro: | Lana (Torino) |

|            |           |           |
| Ghezzi 47’ | Marcatori | 40’ Forte |

| Terni 16 dicembre 1990 13ª giornata | Ternana                | 0 – 0 | Fidelis Andria | Stadio Libero Liberati\| Arbitro: \| Casoli (Reggio Emilia) \| |
| Arbitro:                            | Casoli (Reggio Emilia) |       |                |                                                                |

| Arbitro: | Borriello (Mantova) |

|              |           |  |
| Magnelli 23’ | Marcatori |  |

| Arbitro: | Introvigne (Conegliano) |

|                                              |           |            |
| De Sensi 25’ Paolucci 41’, 44’ G. Modica 87’ | Marcatori | 6’ Roselli |

| Arbitro: | Giove (Bari) |

|                           |           |                  |
| Incarbona 2’ Pochesci 90’ | Marcatori | 31’, 45’ Coppola |

| Arbitro: | Misticoni (Ascoli Piceno) |

|                           |           |             |
| Campilongo 3’, 64’ (rig.) | Marcatori | 13’ Roselli |

#### Girone di ritorno
| Arbitro: | Treossi (Forlì) |

|                   |           |  |
| Cozzella 28’, 54’ | Marcatori |  |

| Arbitro: | Conocchiari (Macerata) |

|                          |           |  |
| Landonio 31’ Di Baia 80’ | Marcatori |  |

| Arbitro: | Brasca (Busto Arsizio) |

|               |           |  |
| Caramelli 14’ | Marcatori |  |

| Arbitro: | Rossi (Rovigo) |

|                        |           |                        |
| Cecconi 27’ Pelosi 35’ | Marcatori | 11’ Pochesci 61’ Forte |

| Terni 3 marzo 1991 22ª giornata | Ternana            | 0 – 0 | Arezzo | Stadio Libero Liberati\| Arbitro: \| Rodomonti (Teramo) \| |
| Arbitro:                        | Rodomonti (Teramo) |       |        |                                                            |

| Licata 17 marzo 1991 23ª giornata | Licata                           | 0 – 0 | Ternana | Stadio Dino Liotta\| Arbitro: \| Colbertaldo (Bassano del Grappa) \| |
| Arbitro:                          | Colbertaldo (Bassano del Grappa) |       |         |                                                                      |

| Arbitro: | Branzoni (Pavia) |

|              |           |                          |
| Tomasoni 18’ | Marcatori | 54’ Roselli 92’ Borrello |

| Arbitro: | Pontani (Verona) |

|                            |           |                     |
| Vittorio Cozzella 50’, 64’ | Marcatori | 36’ Walter Mazzarri |

| Arbitro: | Genovese (Avellino) |

|                               |           |  |
| Bizzarri 30’, 59’ (rig.), 78’ | Marcatori |  |

| Arbitro: | Baldas (Trieste) |

|                          |           |                 |
| Roselli 14’ Cozzella 49’ | Marcatori | 56’ Buoncammino |

| Perugia 28 aprile 1991 28ª giornata | Perugia       | 0 – 0 | Ternana | Stadio Renato Curi\| Arbitro: \| Rocchi (Roma) \| |
| Arbitro:                            | Rocchi (Roma) |       |         |                                                   |

| Terni 5 maggio 1991 29ª giornata | Ternana            | 0 – 0 | Monopoli | Stadio Libero Liberati\| Arbitro: \| Curotti (Piacenza) \| |
| Arbitro:                         | Curotti (Piacenza) |       |          |                                                            |

| Arbitro: | Fiori (Ravenna) |

|               |           |  |
| Carpineta 58’ | Marcatori |  |

| Arbitro: | Russo (Pescara) |

|                                |           |             |
| Cozzella 3’, 75’ D'Ermilio 65’ | Marcatori | 4’ De Falco |

| Arbitro: | Brignoccoli (Ancona) |

|           |           |             |
| Forte 31’ | Marcatori | 64’ Lunerti |

| Arbitro: | Bancale (Latina) |

|                                  |           |  |
| Mollica 6’, 70’ (rig.) Orati 57’ | Marcatori |  |

| Arbitro: | Racalbuto (Gallarate) |

|              |           |                                                                |
| Borrello 46’ | Marcatori | 23’ Serra 36’ C. Esposito 43’, 47’ Campilongo 58’, 78’ Cerbone |

### Coppa Italia
| 19 agosto 1990 1ª giornata |  | – Turno di riposo Ternana |  |  |

| Arbitro: | Casoli (Reggio Emilia) |

|               |           |              |
| Pazzaglia 38’ | Marcatori | 13’ Cozzella |

| Arbitro: | Rivola (Roma) |

|                                                         |           |                |
| Doto 55’ Sciannimanico 58’ Incarbona 61’ Battigello 90’ | Marcatori | 53’ Brandolini |

| Arbitro: | Cavicchi (Finale Emilia) |

|               |           |              |
| Calvaresi 48’ | Marcatori | 58’ Borrello |

| Arbitro: | Brignoccoli (Ancona) |

|  |           |                 |
|  | Marcatori | 60’ Del Giudice |

| Arbitro: | Paterna (Teramo) |

|           |           |  |
| Carta 86’ | Marcatori |  |

| Arbitro: | D'Agostini (Roma) |

|                                                      |           |  |
| Papa 27’, 34’ Cozzella 44’ Chiarella 59’ Benetti 83’ | Marcatori |  |